# 創新科技大臣
創新科技大臣（英語：Secretary of State for Science, Innovation and Technology），簡稱「科學大臣」，是英國政府的內閣大臣之一，負責掌管創新科技部。
現任創新科技大臣是彼得·凱爾，自2024年7月5日就任。

## 職責
創新科技大臣負責以下事務：
- 網絡安全法案（英语：Online Safety Bill）
- 監管科學和科技發展
- 經濟安全和國家安全
- 相關技能和人才
- 景觀評論
- 研究官僚體系
- 相關規例
- 整體研究及發展預算
- 地平線歐洲（英语：Horizon Europe）
- 高級研究與發明局 (ARIA)
- 英國研究與創新 (UKRI) 關係
- 一網持股
- 英國科技投資有限公司

## 歷任列表
| 姓名 | 姓名 | 姓名                          | 任期           | 任期           | 政黨   | 內閣   |
| ---- | ---- | ----------------------------- | -------------- | -------------- | ------ | ------ |
|      |      | 唐萃蘭 切柏咸選區議員         | 2023年 2月7日  | 2023年 4月28日 | 保守黨 | 辛偉誠 |
|      |      | 施皓兒 諾域治北選區議員       | 2023年 4月28日 | 2023年 7月20日 | 保守黨 | 辛偉誠 |
|      |      | 唐萃蘭 切柏咸選區議員         | 2023年 7月20日 | 2024年 7月5日  | 保守黨 | 辛偉誠 |
|      |      | 靳秉德 荷甫及波士拉德選區議員 | 2024年 7月5日  | 現任           | 工黨   | 施紀賢 |